# 기호학교
기호학교(畿湖學校)는 1908년 기호학회(畿湖學會)에 의하여 창립된 사립학교로, 중앙고등학교의 전신이다. 설립 취지는 지방의 교육이 교사빈곤으로 인하여 발전이 미약했으므로 교사를 양성하기 위해 설립하였다. 학과는 수신·교육·학교관리법·지문(地文)·지지(地誌)·역사·물리·화학·박물·산술·어학·경제·법학·농학·도화·음악·체조로서 본과와 특별교과를 설치하였다. 본과의 수업연한은 3년, 특별과는 1년이다. 학교의 위치는 당시 서울의 소격동(昭格洞)으로, 처음 모집인원은 연령 20세 이상자 95명이었다. 교장은 박승봉(朴勝鳳)이었다.
그 후 유길준(兪吉濬)이 설립한 융희학교와 합동하여 교명을 '중앙학교(中央學校)'라 하였다.